# ベアトリス・ストレイト
ベアトリス・ストレイト（Beatrice Whitney Straight, 1914年8月2日 - 2001年4月7日）は、アメリカ合衆国ニューヨーク州出身の女優。ビアトリス・ストレイトと表記されることもある。

## 来歴
1914年にニューヨーク州ナッソー郡オールド・ウェストベリーで生まれる。父親は投資銀行家ウィラード・ディッカーマン・ストレイト、母親はアメリカ合衆国を代表する名士ホイットニー家出身の社会運動家で慈善家のドロシー・ペイン・ホイットニー。1918年、父親と死別。
1925年、母親の再婚に伴い、家族でイングランドに移住し、アマチュア劇団で演技を始める。その後アメリカに戻り、1939年にブロードウェイデビュー。1953年の『るつぼ』でトニー賞演劇助演女優賞受賞。
『ベン・ケーシー』や『スパイ大作戦』など、テレビドラマにも多数出演。1976年の『ネットワーク』でアカデミー助演女優賞受賞。出演時間わずか5分40秒でのオスカー受賞は出演時間最短記録である。
晩年はアルツハイマー型認知症を患い、2001年に肺炎で死去。

## 主な出演作品
| 公開年 | 邦題 原題                        | 役名                     | 備考                      |
| ------ | -------------------------------- | ------------------------ | ------------------------- |
| 1956   | 大会社の椅子 Patterns            | ナンシー                 |                           |
| 1959   | 尼僧物語 The Nun's Story         | マザー・クリストフ       |                           |
| 1976   | ネットワーク Network             | ルイーズ・シュマッチャー | アカデミー助演女優賞 受賞 |
| 1978   | デイン家の呪い The Dain Curse    | アリス                   |                           |
| 1979   | 華麗なる相続人 Bloodline         | ケイト・アーリング       |                           |
| 1980   | ジェネシスを追え The Formula     | ケイ                     |                           |
| 1981   | エンドレス・ラブ Endless Love    | ローズ                   |                           |
| 1982   | ポルターガイスト Poltergeist     | レシュ博士               |                           |
| 1983   | セカンド・チャンス Two of a Kind | ルース                   |                           |
| 1986   | キングの報酬 Power               | クレア・ヘイスティングス |                           |
| 1991   | 幸せの向う側 Deceived            |                          |                           |